# 10. arrondissement i Paris
10. arrondissement i Paris er et af Paris' 20 arrondissementer og er placeret på højre seinebred. Det kaldes også arrondissement de l'Entrepôt

## Geografi

### Bykvarterer
Arrondissementet er delt i fire bykvarterer:
| Kvarter               | Areal (km2) | Del af arr. | Befolkning (1999) | Del af arr. |
| --------------------- | ----------- | ----------- | ----------------- | ----------- |
| Saint-Vincent-de-Paul | 0,93        | 32%         | 21.624            | 24%         |
| Porte-Saint-Denis     | 0,47        | 16%         | 15.066            | 17%         |
| Porte-Saint-Martin    | 0,61        | 21%         | 23.125            | 26%         |
| Hôpital-Saint-Louis   | 0,88        | 30%         | 29.870            | 33%         |

## Demografi
| År   | Befolkning |
| ---- | ---------- |
| 1954 | 129.244    |
| 1962 | 124.569    |
| 1968 | 113.734    |
| 1975 | 93.325     |
| 1982 | 86.940     |
| 1990 | 90.103     |
| 1999 | 89.685     |